# 萊姆代爾 (阿肯色州)
萊姆代爾（英語：Limedale）是位於美國阿肯色州獨立縣的一個非建制地區。該地的面積和人口皆未知。

## 地理
萊姆代爾的座標為35°47′38″N 91°43′10″W / 35.79389°N 91.71944°W，而該地的平均海拔高度為米（即英尺）。